# Waidhofen an der Thaya (Herrschaft)
Die Herrschaft Waidhofen an der Thaya war eine Grundherrschaft im Viertel ober dem Manhartsberg im Erzherzogtum Österreich unter der Enns, dem heutigen Niederösterreich.

## Ausdehnung
Die Herrschaft Waidhofen, welcher auch Vestenötting angehörte und die mit der ehemaligen Herrschaft Thaya, dem adeligen Landgut Niederedlitz und dem Grundbuch Gastern vereinigt war, umfasste zuletzt die Ortsobrigkeit über Hollenbach, Gastern, Altwaidhofen, Niederthal, Waidhofen, Götzles, Weinpolz, Breitenfeld, Georgenberg, Jaralden, Vestenöttig, Kleineberharts, Niederedlitz, Oberedlitz, Dibishöfen, Eggmanns, Frühwärts, Göpfritz, Immenschlag, Ranzles, Schirnes, Großgerharts, Großeberharts, Dimling, Griesbach, Sarineg, Buchbach, Brun und Markt Thaya. Der Sitz der Verwaltung befand sich im Schloss Waidhofen an der Thaya.

## Geschichte
Der letzte Inhaber der Familienfideikommissherrschaft war Johann Baptist Freiherr von Gudenus (1793–1855), bevor die Herrschaft nach den Reformen 1848/1849 aufgelöst wurde.